# 横浜国立大学経済学部
横浜国立大学経済学部（よこはまこくりつだいがくけいざいがくぶ、英称:Department of Economics）は、横浜国立大学に設置される学部の一つである。

## 概説
横浜国立大学経済学部は、1923年設立の横浜高等商業学校を前身とし、1949年の新制横浜国立大学設立と同時に発足した学部である。高等商業学校以来の伝統を引き継ぎ、理論と実務の両軸からなる教育を行っている。

## 沿革
- 1923年 - 横浜高等商業学校を設立[3]。
- 1949年 - 新制横浜国立大学経済学部が発足[3]。
- 1967年 - 経済学部経営学科が横浜国立大学経営学部として独立[3]。
- 1972年 - 大学院経済学研究科を設置[3]。
- 1974年 - 南区清水ヶ丘から保土ケ谷区の常盤台キャンパスに移転[3]。
- 1990年 - 大学院国際経済法学研究科を設置[3]。
- 1999年 - 大学院経済学研究科、経営学研究科、国際経済法学研究科、国際開発研究科を統合し大学院国際社会科学研究科を設立[3]。
- 2013年 - 大学院国際社会科学研究科を研究組織と教育組織に分離し、大学院国際社会科学研究院および国際社会科学府を設置[3]。

## 学科
- 経済学科[4]
  - 入学定員238人[4]

## 関連大学院
- 横浜国立大学大学院国際社会科学研究院（研究組織）・国際社会科学府（教育組織）
  - 経済学専攻（博士課程前期・後期）
  - 国際経済法学専攻（博士課程前期・後期）

## 著名な出身者

### 政治
- 井上一徳 - 衆議院議員、元防衛省大臣官房審議官兼情報本部副本部長
- 岡本英子 - 元衆議院議員、元横浜市会議員
- 勝又恒一郎 - 元衆議院議員
- 平山征夫 - 元新潟県知事、元日本銀行新潟支店長
- 高橋都彦 - 元狛江市長、元東京都公園協会理事長
- 石阪丈一 - 町田市長、元横浜市港北区長
- 薮本吉秀 - 元三木市長、元総務省公務員課課長補佐
- 大石昭忠 - 元日田市長、元シダックス取締役
- タノン・ビダヤ - 元タイ王国財務大臣兼商務大臣、元タイ国際航空会長

### 行政、司法
- 豊田欣吾 - 元内閣官房内閣審議官兼領土・主権対策企画調整室長、元横浜国立大学教授
- 金子孝文 - 元経済企画庁国民生活局長、政策研究大学院大学教授、日本リサーチ総合研究所理事長
- 藤岡文七 - 元内閣府審議官、元内閣府沖縄振興局長、日本リサーチ総合研究所理事長
- 片桐幸雄 - 元内閣府大臣官房参事官、元日本道路公団総務部次長
- 武藤正敏 - 元駐韓国大使、元外務省大臣官房審議官、ハーバード大学修士
- 今井治 - 元国際テロ対策・組織犯罪対策協力担当大使
- 宮島彰 - 元厚生労働省医薬局長、元医薬品医療機器総合機構理事長
- 後藤正之 - 元農林水産省大臣官房政策評価審議官、元財務省財務総合政策研究所次長、元大阪大学教授
- 日下部聡 - 元資源エネルギー庁長官、元経済産業省大臣官房長
- 松山隆英 - 元公正取引委員会事務総長、TMI総合法律事務所顧問、同志社大学教授
- 三浦淳 - 元川崎市副市長、川崎市産業振興財団理事長
- 鈴木隆 - 元横浜市副市長、元横浜国際平和会議場社長
- シントン・ラーピセートパン - 駐日タイ王国大使、元タイ王国外務省東アジア局局長
- ダワードルジ・デルゲルツォグト - 元モンゴル自然環境・観光副大臣、元在大阪モンゴル国総領事
- ニコロス・アプカザワ - 元在大韓民国ジョージア大使、在マレーシアジョージア大使、元駐日ジョージア臨時代理大使
- レ・ティ・トゥエット・マイ - 在ジュネーブ国際機関ベトナム政府代表部大使、元ベトナム外務省法務・条約局長
- 小田修司 - 弁護士、元日本弁護士連合会副会長、元第一東京弁護士会会長

### 経済
- 浅野純次 - 元東洋経済新報社社長、元日本雑誌協会理事長
- 石塚哲士 - 元シーアイ化成社長、元タキロンシーアイ副会長、元伊藤忠商事インドシナ代表兼伊藤忠タイ会社社長
- 井上誠 - 極洋社長
- 今井陽一郎 - エフィッシモ・キャピタル・マネジメント設立者・代表、投資家
- 梅原一剛 - 元東急ホテルズ社長、元国際ホテル・レストラン協会副会長
- 岡田譲治 - 元三井物産副社長・CFO、日本監査役協会会長
- 沖廣克也 - 元住商グローバル・ロジスティクス社長、元インド住友商事会社社長
- 加藤雄次 - JTB商事社長
- 亀崎英敏 - 元三菱商事副社長、元台湾三菱商事会社社長、元日本銀行政策委員会審議委員
- 川崎敏寛 - 元東京電力エナジーパートナー社長
- 河添克彦 - 元三菱自動車工業社長
- 川村健一 - コンコルディア・フィナンシャルグループ社長、元横浜銀行頭取、全国地方銀行協会副会長
- 菊池育夫 - 元北海道新聞社社長、元日本新聞協会副会長
- 木村登志男 - 元セイコーエプソン副社長CFO、元法政大学教授
- 岸田勝彦 - 元ヤマハ会長
- 國廣喜和武 - 元ポッカサッポロフード＆ビバレッジ社長、元森を育む紙製飲料容器普及協議会会長
- 鯉沼宏治 - 元三菱地所ホーム社長、元帝京大学教授
- 小長井信昌 - 元白泉社社長、『別冊マーガレット』元編集長、『花とゆめ』『LaLa』『ヤングアニマル』『MOE』元編集長・創刊、第16回文化庁メディア芸術祭功労賞
- 小林達司 - 四国銀行頭取
- 齋藤興二 - 元岩谷産業社長・会長、元全国エルピーガス卸売協会会長、藍綬褒章受章
- 佐々木正丞 - 元北海道ガス社長・会長、藍綬褒章受章
- 杉田亮毅 - 元日本経済新聞社社長、元日本記者クラブ理事長、日本経済研究センター会長
- 杉山美邦 - 日本テレビホールディングス社長、日本テレビ放送網社長
- 鈴木国正 - インテル日本法人社長、元ソニーモバイルコミュニケーションズ社長
- 鈴木建吾 - 八幡ねじ会長・元社長、元日本ねじ商業協同組合連合会会長、旭日双光章受章
- 鈴木隆 - 元日経BP社長、元格付投資情報センター社長
- 添田毅司 - ジブラルタ生命保険社長、添田隆司の父
- 曽我英俊 - フジ日本精糖社長、元双日食料会長、元双日豪州会社社長兼双日ニュージーランド社長
- 滝澤秀之 - 相鉄ホールディングス社長、元相模鉄道社長
- 永井隆 - 元富士電機冷機社長、元富士電機副社長・特別顧問、元富士電機総設会長
- 中川雅弘 - 安田不動産社長
- 中田安彦 - サンコー創業者・元社長、元ダイエーローソン（現ローソン）社長、元横浜岡田屋会長
- 中村清高 - いい生活創業者・社長、元ゴールドマン・サックス証券マネージングディレクター
- 西村等 - 富士山静岡空港社長
- 西山隆一郎 - 西武ホールディングス社長 社長執行役員兼COO
- 新田正実 - 元デロイトトーマツファイナンシャルアドバイザリー合同会社社長、KADOKAWA・日本電気監査役
- 長谷川至 - 元ヤマハ発動機社長、元日本舟艇工業会会長
- 畑中誠 - 元東京建物社長、元不動産協会副理事長、国土交通大臣表彰受賞、旭日中綬章受章
- 福居賢悟 - 東京建物不動産販売社長、元東京建物副社長、日本パーキング会長
- 藤川雅海 - 筑波銀行会長
- 堀鉄蔵 - 元名古屋テレビ放送社長、旭日中綬章受章
- 曲渕文昭 - アルピコホールディングス社長
- 武者陵司 - 元ドイツ証券東京支店副会長、ドイツ銀行東京支店アドバイザー
- 村野一 - オリオンビール社長、元シック・ジャパン社長、元デアゴスティーニ・ジャパン社長兼アジア代表、元ソニーメキシコ社長
- 森俊一 - プロパスト創業者・元社長CEO
- 安田義則 - 元JA三井リース社長、元農中信託銀行社長、元リース事業協会副会長
- 山川隆 - 元ドコモAOL社長、元ＮＴＴドコモモバイル社会研究所副所長、元日本システムウエア副社長
- 山辺道彦 - 元富士機工社長
- 湯浅隆行 - 元東京海上日動フィナンシャル生命保険社長、元東京海上日動火災保険副社長、元東京海上ホールディングス副社長
- 横井明 - 元豊田自動織機会長、元トヨタ自動車副社長、元中部経済連合会副会長
- 羅怡文 - 中文産業創業者・社長、ラオックス社長、シャディ会長
- 和地孝 - 元テルモ会長兼CEO、元日本医療機器産業連合会会長、旭日中綬章受章

### マスコミ
- 吉田安伸 - 元日経流通新聞編集長、元ティー・エックス・エヌ九州社長
- 本田雅和 - 元朝日新聞社南相馬支局長
- 歌川令三 - 元毎日新聞社取締役編集局長、元日本財団常務理事
- 川島睦保 - 元東洋経済新報社取締役出版局長、元週刊東洋経済編集長

### エコノミスト
- 加藤出 - 東短リサーチ株式会社代表取締役社長 チーフエコノミスト

- 河野龍太郎 - BNPパリバ証券経済調査本部長、日経ヴェリタス人気調査エコノミスト部門第1位
- 熊野英生 - 第一生命経済研究所首席エコノミスト
- 小池洋次 - 元日経ヨーロッパ社長、元世界経済フォーラム・メディア・リーダー、元関西学院大学総合政策学部教授
- 中島精也 - 元伊藤忠商事チーフエコノミスト

### 研究
- 浅井良夫 - 経済学、成城大学教授
- 伊藤治夫 - 中東経済学、元西南学院大学経済学部教授
- 石川義道 - 国際経済法、静岡県立大学講師
- 稲葉元吉 - 経営学、横浜国立大学名誉教授
- 植林茂 - 金融論、椙山女学園大学現代マネジメント学部教授
- 碓井光明 - 祖税法、東京大学名誉教授、元日本財政法学会理事長、元内閣府地方制度調査会副会長
- 渦原実男 - 流通論、西南学院大学商学部教授
- 内田弘 - 経済学・思想史、専修大学名誉教授
- 遠藤久夫 - 経済学、国立社会保障・人口問題研究所長、元厚生労働省中央社会保険医療協議会会長、社会保障審議会会長
- 大森真紀 - 経済学、早稲田大学社会科学部教授、元立教大学経済学部教授
- 大藪俊哉 - 会計学、横浜国立大学名誉教授、元日本簿記学会会長
- 奥村悳一 - 経営学、横浜国立大学名誉教授
- 神武庸四郎 - 経済史、一橋大学名誉教授
- 蒲生慶一 - 経済学、東京外国語大学教授
- 川西諭 - 経済学、上智大学教授
- 河野正男 - 会計学、横浜国立大学名誉教授、元日本地方自治研究学会会長、日本会計研究学会太田・黒澤賞
- 岸本重陳 - 経済学、元横浜国立大学教授
- 木前利秋 - 思想史、元大阪大学教授
- 楠本捷一朗 - 経済学、筑波大学名誉教授
- 久保庭眞彰 - 経済学、一橋大学名誉教授、環太平洋産業連関分析学会学術賞、ロシア科学アカデミー中央数理経済研究所名誉博士
- 栗田健 - 経済学、元学校法人明治大学総長、元社会政策学会代表幹事
- 久留間健 - 経済学、立教大学名誉教授
- 黒川和美 - 経済学、元法政大学教授、元日本計画行政学会会長
- 権上康男 - 経済史、横浜国立大学名誉教授、日経・経済図書文化賞
- 神代和欣 - 経済学、横浜国立大学名誉教授、元中央最低賃金審議会会長
- 坂井素思 - 社会経済学、放送大学名誉教授
- 庄司匡宏 - 経済学、東京大学教授、行動経済学会奨励賞
- 須藤功 - 経済史、明治大学教授、アメリカ学会清水博賞
- 関口末夫 - 経済学、元大阪大学教授、日経・経済図書文化賞
- 高山憲之 - 経済学、一橋大学名誉教授、日経・経済図書文化賞、元地方公務員共済組合審議会会長
- 武田隆二 - 会計学、神戸大学名誉教授、元日本会計研究学会会長、日本会計研究学会太田賞、日経・経済図書文化賞
- 千葉準一 - 会計学、元東京都立大学教授、日本会計研究学会賞太田賞、日本会計史学会賞
- 円谷峻 - 民法、横浜国立大学名誉教授、元法務省司法試験考査委員
- 鶴田廣巳 - 財政学、関西大学教授
- 土井日出夫 - マルクス経済学、横浜国立大学経済学部・大学院国際社会科学研究院教授
- 中川敏宏 - 民法学、専修大学法学部教授
- 長島修 - 経済史、立命館大学教授
- 長峯純一 - 経済学、関西学院大学総合政策学部教授、関西学院大学副学長
- 成生達彦 - 経済学、京都大学名誉教授、元日本応用経済学会会長
- 永岑三千輝 - ドイツ史、横浜市立大学名誉教授
- 新飯田宏 - 経済学、横浜国立大学名誉教授
- 西田美昭 - 経済史、東京大学名誉教授、元オックスフォード大学客員教授
- 西村可明 - 経済学、元一橋大学副学長、元環日本海経済研究所所長、元日本学術会議会員
- 根村亮 - 思想史、新潟工科大学教授、作家丸谷才一の長男
- 平館利雄 - 経済学、横浜国立大学教授
- 正村俊之 - メディア論、元東北大学教授
- 野村正實 - 経済学、東北大学教授、労働関係図書優秀賞、経営科学文献賞
- 橋本努 - 社会学、北海道大学教授
- 平田光弘 - 経営学、一橋大学名誉教授、南開大学名誉教授、元日本経営教育学会副会長
- 宮本光晴 - 経済学、専修大学教授
- 椋寛 - 経済学、学習院大学教授
- 本山敦 - 家族法、立命館大学教授、京都家庭裁判所家事調停委員、法務省司法試験考査委員
- 矢後和彦 - 経済学、早稲田大学教授、渋沢・クローデル賞
- 米澤康博 - 経済学、早稲田大学大学院経営管理研究科教授、元年金積立金管理運用独立行政法人運用委員長、エコノミスト賞受賞
- 米山高生 - 経営史、一橋大学名誉教授、元生活経済学会会長
- 若杉明 - 会計学、横浜国立大学名誉教授、元金融庁企業会計審議会会長
- 若森章孝 - 経済学、関西大学名誉教授

### 文化
- 沢木耕太郎 - ノンフィクション作家、大宅壮一ノンフィクション賞、講談社ノンフィクション賞
- 高橋源一郎（除籍）- 小説家、三島由紀夫賞、伊藤整文学賞、谷崎潤一郎賞
- 三好徹 - 作家、ジャーナリスト、直木賞、日本推理作家協会賞、元日本推理作家協会理事長
- 辻章 - 小説家、泉鏡花文学賞、元群像編集長
- 八木圭一 - 推理作家、『このミステリーがすごい!』大賞
- 稲田豊史 - ライター、コラムニスト、編集者
- 芹澤健介 - ライター、構成作家
- よしまさこ - 漫画家、東京工芸大学教授
- 鬼頭理三 - テレビドラマ演出家、映画監督
- 辻裕之 - 映画監督
- 鈴木啓志 - 音楽評論家
- 上條昭太郎 - エッセイスト
- 佐藤明 - 写真家

### 芸能、スポーツ
- 五代了平 - 俳優
- 石田泰誠 - 俳優
- 西森空良 - タレント
- 石津純一郎 - ボクシング解説者

### アナウンサー
- 小塚歩 - 日経ラジオ社アナウンサー
- 田添菜穂子 - 元東北放送アナウンサー
- 宮坂珠理 - 元東北放送アナウンサー
- 牧野慎二 - 北陸朝日放送アナウンサー
- 市野瀬瞳 - 中京テレビ放送アナウンサー

### その他
- 北沢洋子 - 国際問題評論家、元日本平和学会会長